# David Buss

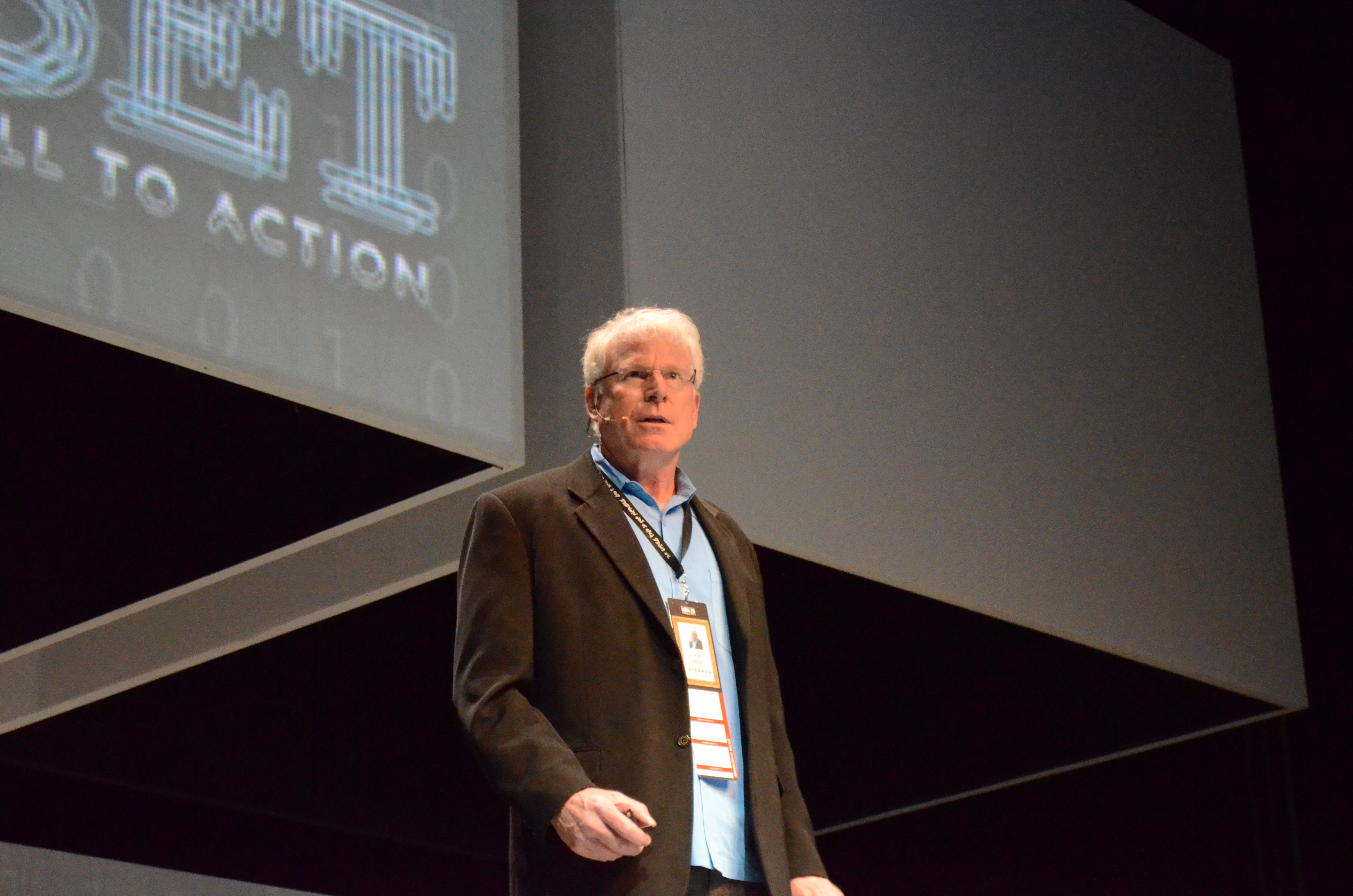
David Buss (2011)

David M. Buss (* 14. April 1953) ist US-amerikanischer Professor für Psychologie an der Universität von Texas in Austin. Er ist durch seine Theorien über die evolutionäre Psychologie bekannt geworden. Außerdem stellte Buss Theorien über geschlechtsspezifische Auswahlkriterien bei der Partnerwahl auf.

## Leben und Werk
Nach seinem Studium und der Promotion 1981 in Berkeley war Buss vier Jahre lang Assistenzprofessor an der Universität Harvard. Von 1985 bis 1996 unterrichtete er an der Universität Michigan, anschließend ging er zur Universität Texas, wo er heute noch unterrichtet.

## Act Frequency Approach
Psychologen stehen regelmäßig vor der unlösbaren Aufgabe, der Alltagspsychologie entnommene Persönlichkeitseigenschaften wissenschaftlich exakt zu definieren, also entweder die genauen Bedingungen anzugeben, ob jemand zum Beispiel „kreativ“, „humorvoll“ oder „ehrgeizig“ ist, oder alle Handlungsweisen vollständig aufzuzählen, die diese Eigenschaft ausmachen sollen. Methodisch ebenso schwierig ist die Bestimmung, wie stark die jeweilige Eigenschaft bei jemandem ausgeprägt ist.
Als Lösungsvorschlag führten Buss und K. H. Craik 1980 die Prototypensemantik in die Differentielle und Persönlichkeitspsychologie ein.
Ihr Act Frequency Approach (Handlungshäufigkeits-Ansatz) funktioniert so, dass zuerst eine Gruppe von Personen gefragt wird, welche Verhaltensweisen jemand zeigt, der die zu bestimmende Eigenschaft besitzt. Dann wählt eine zweite Gruppe diejenigen Verhaltensweisen aus dieser Liste, die besonders typisch für Merkmalsträger sind. Das Messverfahren besteht nun darin, zu zählen, wie oft innerhalb einer gegebenen Zeit die untersuchte Person diese typischen Verhaltensweisen ausführt.

## Werke
- Die Evolution des Begehrens. Geheimnisse der Partnerwahl. 1997, ISBN 3-442-12584-7.
- „Wo warst du?“ Der Sinn der Eifersucht. 2003, ISBN 3-499-61442-1.
- Evolutionäre Psychologie. 2004, ISBN 3-8273-7094-9.
- Der Mörder in uns. Warum wir zum Töten programmiert sind. Spektrum Akademischer Verlag, 2007, ISBN 978-3-8274-1808-1.
- mit David P. Schmitt: Sexual Strategies Theory: An evolutionary perspective on human mating. In: Psychological Review. Vol. 100, Nr. 2, 1993, S. 204–232, doi:10.1037/0033-295X.100.2.204 (englisch).